# Division I i bandy för damer 1979/1980
Division I i bandy för damer 1979/1980 var Sveriges högsta division i bandy för damer säsongen 1979/1980. Säsongen avslutades med att norrgruppsvinnaren IK Göta blev svenska mästarinnor efter seger med 9-1 mot norrgruppstvåan Edsbyns IF i finalmatchen på Söderstadion i Stockholm den 15 mars 1980.

## Upplägg
Lagen var indelade i två geografiskt indelade grupper, där de två bästa lagen i varje grupp gick vidare till slutspel om svenska mästerskapet

## Förlopp
Skytteligan vanns av Lee Hedström, Katrineholms SK med 25 fullträffar..

## Seriespelet

### Division I norra
| Nr | Lag            | S  | V  | O | F | +/-     | P  |
| -- | -------------- | -- | -- | - | - | ------- | -- |
| 1  | IK Göta        | 10 | 10 | 0 | 0 | 80 - 18 | 20 |
| 2  | Edsbyns IF     | 10 | 6  | 1 | 3 | 38 - 24 | 13 |
| 3  | Selånger SK    | 10 | 4  | 2 | 4 | 42 - 32 | 10 |
| 4  | Sandvikens AIK | 10 | 4  | 2 | 4 | 32 - 41 | 10 |
| 5  | Brobergs IF    | 10 | 1  | 2 | 7 | 27 - 66 | 4  |
| 6  | SK Iron        | 10 | 1  | 1 | 8 | 27 - 58 | 3  |

### Division I södra
| Nr | Lag               | S  | V | O | F | +/-     | P  |
| -- | ----------------- | -- | - | - | - | ------- | -- |
| 1  | Katrineholms SK   | 10 | 8 | 0 | 2 | 59 - 21 | 15 |
| 2  | AIK               | 10 | 7 | 2 | 1 | 30 - 17 | 16 |
| 3  | Västerstrands AIK | 10 | 5 | 0 | 5 | 28 - 18 | 10 |
| 4  | Tranås BoIS       | 10 | 5 | 0 | 5 | 28 - 33 | 10 |
| 5  | IF Boltic         | 10 | 3 | 1 | 6 | 24 - 44 | 7  |
| 6  | IFK Kungälv       | 10 | 0 | 1 | 9 | 15 - 51 | 1  |

## Slutspel om svenska mästerskapet

### Final
- 15 mars 1980: IK Göta-Edsbyns IF 9-1 (Söderstadion, Stockholm)